# Mostuéjouls
Mostuéjouls é uma comuna francesa na região administrativa de Occitânia, no departamento de Aveyron. Estende-se por uma área de 30,95 km². Em 2010 a comuna tinha 321 habitantes (densidade: 10,4 hab./km²).